# Cảng container Quốc tế Tân Cảng Hải Phòng
Cảng container Quốc tế Tân Cảng - Hải Phòng TC-HICT (Tancang Haiphong International Container Terminal) là cảng biển nước sâu đầu tiên của khu vực kinh tế trọng điểm phía Bắc. Cảng TC-HICT tọa lạc tại thị trấn Cát Hải, huyện Cát Hải, thành phố Hải Phòng. Cảng được xây dựng trên diện tích 44,9 ha bãi, độ sâu trước bến 16 m, vũng quay tàu rộng 660 m, độ sâu luồng tàu 14 m (chưa tính thủy triều). Giai đoạn đầu hiện có 02 bến cảng container có tổng chiều dài 750 m có tiếp nhận tàu container sức chở 14.000 TEU, tàu tổng hợp có trọng tải 160.000 DWT. Bến tàu, bến sà lan dài 150m tiếp nhận nhận tàu, sà lan chở container đến 160 TEU.
Cảng Container quốc tế Tân Cảng - Hải Phòng (TC-HICT) là liên doanh giữa Tổng Công ty Tân Cảng Sài Gòn, Công ty TNHH MITSUI O.S.K Lines Nhật Bản, Công ty Wan Hai Lines (Đài Loan, Trung Quốc) và Tập đoàn Itochu (Nhật Bản). Cảng khởi công xây dựng ngày 12/05/2016, hoàn thành và bắt đầu đưa vào khai thác chính thức kể từ ngày 13/05/2018.
Sản lượng hàng hóa thông qua cảng dự kiến đạt 1,1 triệu TEU/năm.